# Aldo Neri (pittore)
Aldo Neri (Livorno, 1911 – Busto Arsizio, 2003) è stato un pittore italiano.

## Biografia
L'attività artistica di Aldo Neri iniziò in maniera inusuale: espose infatti i primi disegni ed acquerelli nei campi di prigionia inglesi del Nord Africa tra il 1943 ed il 1945, essendo stato catturato ed internato in qualità di tenente dell'esercito italiano.
Nel 1946 ritornò a Livorno e il 3 settembre del 1948 si unì ai pittori Voltolino Fontani, Angelo Sirio Pellegrini, Marcello Landi e Guido Favati alla stesura del manifesto dell'Eaismo, movimento pittorico di natura avanguardistica che si fece conoscere l'anno successivo con una mostra alla Casa di Dante a Firenze.
Negli anni successivi si trasferì a Busto Arsizio, dove raggiunse alcuni familiari sfollati dai tempi della guerra e proseguì l'attività pittorica ordinando diverse mostre personali, fra cui quelle tenute nel 1963 e 1964, curate rispettivamente da Giorgio Mascherpa e Raffaele De Grada.
Dal 1966 lasciò la professione di ragioniere e si dedicò esclusivamente alla pittura, divenendo anche professore di ornato al liceo artistico bustocco dal 1969 al 1981.
Sue opere fanno parte della collezione del Museo d'arte di Gallarate.